# Bulwa pędowa

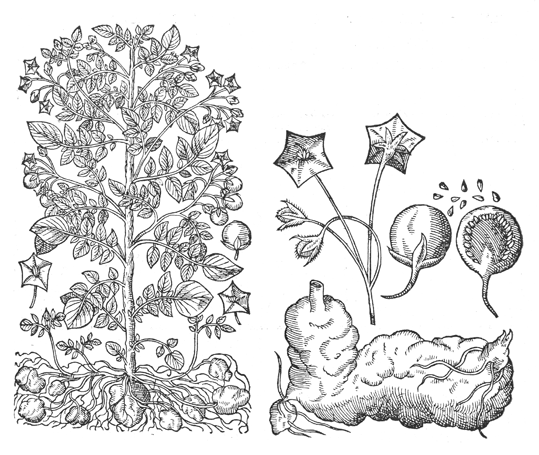
Bulwy na końcach podziemnych pędów ziemniaka

Bulwa pędowa – zgrubiała część pędu rośliny, pełniąca  funkcję spichrzową, tzn. jest magazynem substancji zapasowych, głównie białek i cukrów – szczególnie skrobi. Bulwy pędowe mogą być podziemne, lub nadziemne. Podziemne bulwy pędowe wytwarza np. ziemniak. Tworzą się one na końcach podziemnych pędów – rozłogów. Występują w nich tzw. oczka, będące zawiązkami pędów, za pomocą których ziemniak może rozmnażać się wegetatywnie. Bulwy te nie wytwarzają korzeni przybyszowych.

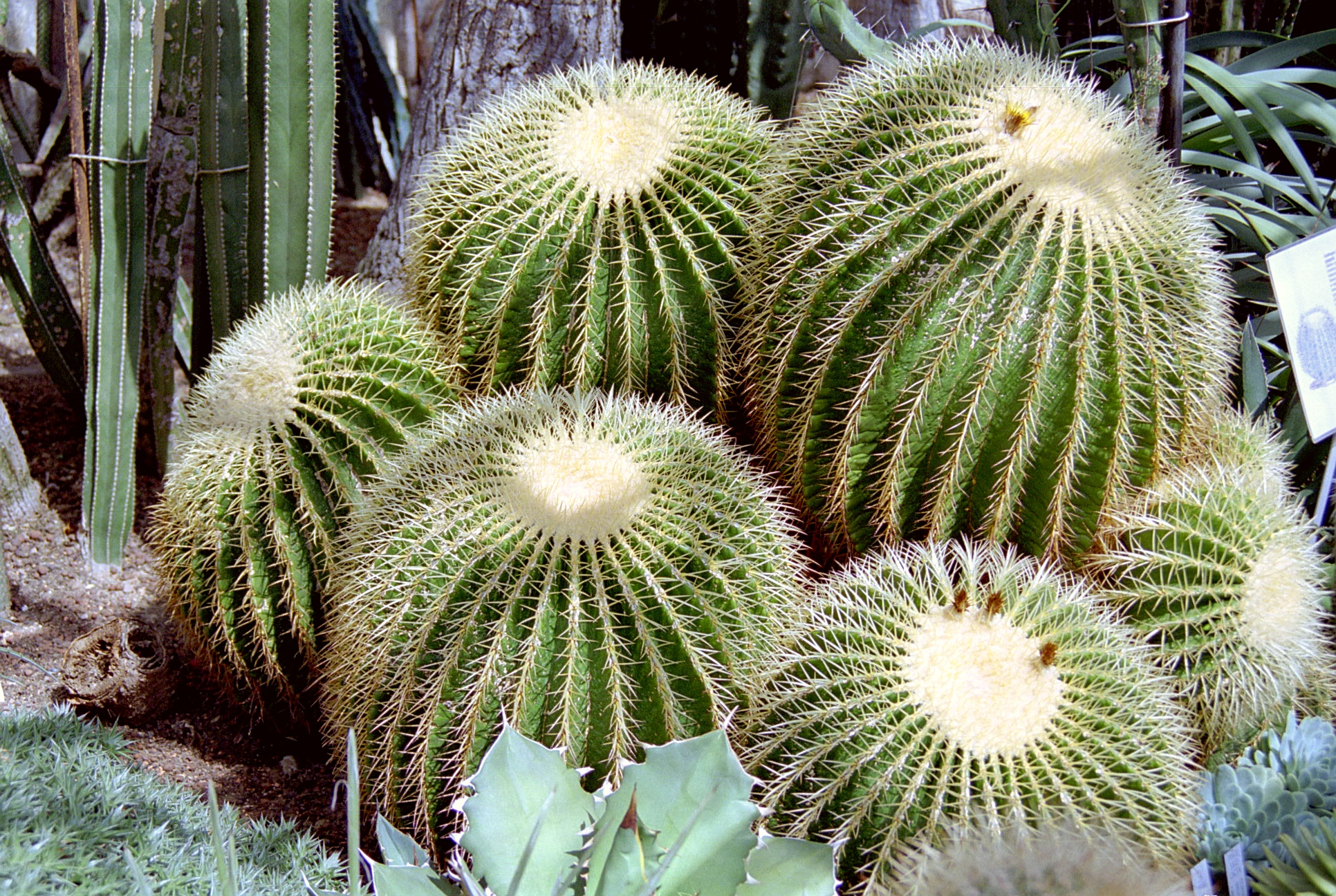
U kaktusów zgrubiałe łodygi gromadzą wodę

Nadziemne bulwy pędowe wytwarzają się głównie na łodydze. Mogą one powstawać z części podliścieniowej – hipokotylu, lub nadliścieniowej. Podliścieniowe bulwy wytwarza np. rzodkiewka,  nadliścieniowe – kalarepa. U lilii bulwkowatej niewielkie bulwy pędowe powstają w kątach liści. W strefach klimatycznych, w których występuje niesprzyjający wegetacji okres zimy bulwy pędowe mogą pełnić funkcję organu przetrwalnikowego. Tak jest np. u szafrana, czy zimowita. Jesienią nadziemne pędy tych roślin obumierają, ale z bulwy u podstawy pędu odtwarza się nowa roślina. U niektórych roślin, np. kaktusów bulwy pędowe są magazynem wody.